# Čechovskaja (stanice metra v Moskvě)
Čechovskaja (rusky Чеховская) je jedna ze stanic moskevského metra. Nachází se na nejdelší, Serpuchovsko-Timirjazevské lince, v střední části, jedná se o jednu z významných stanic přestupních.

## Charakter stanice
Čechovskaja je podzemní, trojlodní ražená stanice založená hluboko pod zemí (62 m; je to jedna z nejhlubších stanic na lince). Otevřena byla 31. prosince 1987 jako součást úseku deváté linky mezi stanicemi Borovickaja a Čechovskaja. Výstup má jeden, vede z východního konce střední lodě po dvou na sebe navazujících čtyřramenných eskalátorech (mezi nimi je ještě jeden vestibul přestupní) do podpovrchového mělce založeného vestibulu (společného i pro stanici Tvěrskaja). Denně na stanici vystoupí a nastoupí okolo 35 000 lidí.
V prostoru stanice byl k obkladu pilířů použit mramor. Na stěny, které se nacházejí za kolejemi pak také, kromě toho jsou tam i florentinské mozaiky s tématem různých prací A. P. Čechova. Osvětlení je speciální; je umístěno na nosiči zavěšeném v prostředku každé lodě a vyzdobeném mnoha různými motivy.

## Přestupy
Přestup na Zamoskvoreckou linku a její stanici Tverskou je umožněn pomocí přestupní chodby, která vychází z prostředka střední lodi kolmo k ose stanice a nad jednou lodí boční. Na Puškinskou na Tagansko-Krasnopresněnské lince je potom přestup také umožněn, a to z vestibulu, který se nachází mezi dvěma čtyřramennými eskalátory umístěnými na přímém výstupu nad úrovní stanice a pod úrovní hlavního vestibulu společného.